# Copelatus mundus
Copelatus mundus är en skalbaggsart som beskrevs av Sharp 1882. Copelatus mundus ingår i släktet Copelatus och familjen dykare. Inga underarter finns listade i Catalogue of Life.